# Assedio di Corinth
La prima battaglia di Corinth (meglio conosciuta con il nome di assedio di Corinth) fu una battaglia avvenuta nell'ambito del Teatro Occidentale della guerra di secessione americana, combattuta dal 29 aprile al 30 maggio 1862, a Corinth, nella contea di Alcorn in Mississippi.
A seguito della vittoria dell'Unione nella battaglia di Shiloh nel Tennessee, le armate, comandate dal maggior generale Henry W. Halleck, forti di circa 125000 uomini, avanzarono verso il centro ferroviario di Corinth in Mississippi, uno dei più grossi punti strategici della guerra. Reso cauto dalle gravi perdite subite a Shiloh, Halleck intraprese una prudente campagna di avanzamento mediante le trincee, fortificandole dopo ogni avanzamento. Il 25 maggio, dopo aver percorso 5 miglia in tre settimane, Halleck si trovò nella condizione di poter assediare la città.

## Forze in campo

### Unione
Fonti:
- Maggior generale Henry Halleck - Capo del "Dipartimento del Mississippi"[2]. Effettivi: 150000[3].
- Secondo in comando: Maggior generale Ulysses S. Grant[4].
- Capo di stato maggiore e del genio militare: Brigadier generale George Washington Cullum.
- Capo della cavalleria: Brigadier generale Andrew Jackson Smith.
- Capo del servizio genieri per la topografia: Colonnello George Thom.
- Aiutante di campo: Colonnello Norton Parker Chipman.
- Assistente Aiutante generale: Capitano John Cunningham Kelton.

#### Distretto del Tennessee Occidentale
- Maggior generale Ulysses S. Grant[5][6].
- Capo di stato maggiore: Colonnello Joseph Dana Webster.
- Aiutante di Campo: Colonnello James B. McPherson.
- Prevosto maresciallo generale: Colonnello William S. Hillyer dopo il 3 di maggio.
- Prevosto maresciallo generale: Luogotenente colonnello DeWitt C. Anthony fino a maggio.
- Assistente Aiutante generale: Capitano John Aaron Rawlins.
- Commissario capo: Capitano John Parker Hawkins

Armata del Tennessee
- Maggior generale George H. Thomas[7][8].
- Capo di Stato Maggiore e Assistente Aiutante Generale: Capitano George E. Flynt

Riserva
- Maggior generale John Alexander McClernand[9][10].
- Assistente Ispettore Generale: Colonnello Thomas Edwin Greenfield Ransom

Armata dell'Ohio
- Maggior generale Don Carlos Buell[11]
- Capo di Stato Maggiore: Colonnello James Barnet Fry
- Assistente Ispettore generale: Maggiore Adam Jacoby Slemmer
- Assistente Ispettore Generale: Capitano Charles Champion Gilbert
- Assistente Quartiermastro: Capitano Alvan Cullem Gillem (fino al maggio del 1862)
- Assistente Quartiermastro: Capitano Andrew J. Mackay (dal maggio del 1862)
- Capo del Genio: Capitano James St. Clair Morton

Armata del Mississippi (Unione)
- Maggior generale John Pope[12][13]
- Capo di Stato maggiore: Brigadier generale Washington Lafayette Elliott dopo il 12 giugno
- Assistente Aiutante generale: Maggiore Speed Butler
- Assistente Ispettore generale: Maggiore John Murray Corse
- Assistente Quartiermastro: Capitano Philip Henry Sheridan
- Ala destra: Maggior generale William Starke Rosecrans, assegnato il 29 di maggio[14]
- Ala sinistra: Brigadier generale Schuyler Hamilton, assegnato il 29 di maggio[14]

### Confederati
Fonti:
- Generale Pierre Gustave Toutant de Beauregard

Armata confederata del Tennessee
- Generale Braxton Bragg
- I Corpo - Maggior generale Leonidas Polk
- II Corpo - Maggior generale Thomas C. Hindman fino al 2 di giugno[16]
; Maggior generale Samuel Jones[17].
- III Corpo - Maggior generale William Joseph Hardee
- Corpo di Riserva - Maggior generale John C. Breckinridge
- Armata dell'Ovest - Maggior generale Earl Van Dorn

## Battaglia
Il generale P.G.T. Beauregard, comandante dei Confederati, salvò la sua armata (circa 60000 uomini) con un inganno. Ad alcuni uomini furono date razioni viveri per tre giorni, con l'ordine di prepararsi ad un attacco. Come si aspettava, un paio di loro disertarono, portando agli Unionisti quella notizia. Iniziò il bombardamento preliminare da parte dell'artiglieria, e le forze dell'Unione si mossero per prendere posizione. Durante la notte del 29 maggio l'armata Confederata uscì da Corinth.
Utilizzarono la linea ferroviaria Mobile and Ohio per trasportare ammalati e feriti, l'artiglieria pesante e tonnellate di provviste. Quando arrivava un treno, le truppe esultavano come se fossero arrivati dei rinforzi. Misero dei manichini e dei finti cannoni lungo la linea difensiva. Furono tenuti accesi i fuochi nell'accampamento mentre rullavano i tamburi e suonavano le trombe. Il resto degli uomini sgusciava via inosservato, ritirandosi a Tupelo in Mississippi. Quando le pattuglie dell'Unione entrarono in Corinth, la mattina del 30 maggio, scoprirono che i Confederati erano fuggiti.